# Бебяєво
Бебяєво (рос. Бебяево) — присілок в Арзамаському районі Нижньогородської області Російської Федерації.
Населення становить 1585 осіб. Входить до складу муніципального утворення Бебяєвська сільрада.

## Історія
Від 2009 року входить до складу муніципального утворення Бебяєвська сільрада.

## Населення
| 1999 | 2002  | 2010  |
| ---- | ----- | ----- |
| 1684 | ↘1595 | ↘1585 |